# Hemidactylus brookii
Hemidactylus brookii är en ödleart som beskrevs av  Gray 1845. Hemidactylus brookii ingår i släktet Hemidactylus och familjen geckoödlor.

## Underarter
Arten delas in i följande underarter:
- H. b. angulatus
- H. b. brookii
- H. b. leightoni
- H. b. parvimaculatus
- H. b. subtriedroides